# Chorągiew dragońska koronna Jerzego Sebastiana Lubomirskiego

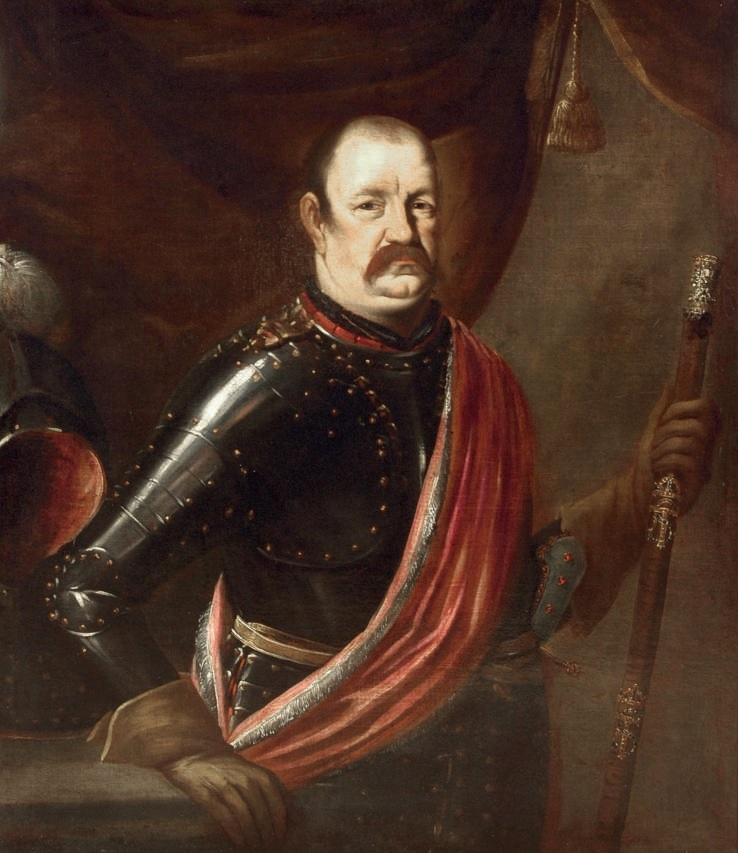
Jerzy Sebastian Lubomirski

Chorągiew dragońska koronna Jerzego Sebastiana Lubomirskiego – chorągiew dragońska koronna połowy XVII wieku, okresu wojen ze Szwedami.
Szefem  tej chorągwi był Jerzy Sebastian Lubomirski herbu Szreniawa bez Krzyża. Chorągiew wzięła udział w bitwie pod Warką 7 kwietnia 1656.